# Atto I - Memoria del futuro
Atto I - Memoria del futuro è un singolo della cantautrice italiana Joan Thiele pubblicato il 12 febbraio 2021.

## Descrizione
Il singolo costituisce il primo capitolo di un'ideale trilogia, proseguita con Atto II - Disordinato spazio e Atto III - L'errore, ed è composto da due tracce, Cinema, entrata in rotazione radiofonica, e Futuro wow.

## Tracce
Testi e musiche di Joan Thiele.
1. Cinema – 3:50
2. Futuro wow – 3:18